# National Hockey League 1975/1976
National Hockey League 1975/1976 var den 59:e säsongen av NHL.
18 lag spelade 80 matcher i grundserien innan Stanley Cup inleddes den 6 april 1976.
Stanley Cup vanns av Montreal Canadiens som tog sin 19:e titel, efter finalseger mot
Philadelphia Flyers med 4-0 i matcher.
Kansas City Scouts gjorde sin andra och sista säsong innan laget flyttade till Denver och blev Colorado Rockies och California Golden Seals flyttade till Cleveland och bytte namn till Cleveland Barons.
Poängligan vanns av Montreal Canadiens-spelaren Guy Lafleur på 125 poäng, 56 mål och 69 assist. Han bröt därmed en sju säsonger lång "Boston-svit" av poängligevinnare, där Phil Esposito och Bobby Orr vunnit poängligan alla säsonger sedan 1968/1969.

## Grundserien

### Prince of Wales Conference

#### Adams Division
| Nr | Lag                     | S  | V  | O  | F  | GM  | IM  | MS  | P   |
| -- | ----------------------- | -- | -- | -- | -- | --- | --- | --- | --- |
| 1  | Boston Bruins           | 80 | 48 | 17 | 15 | 313 | 237 | +76 | 113 |
| 2  | Buffalo Sabres          | 80 | 46 | 13 | 21 | 339 | 240 | +99 | 105 |
| 3  | Toronto Maple Leafs     | 80 | 34 | 15 | 31 | 294 | 276 | +18 | 83  |
| 4  | California Golden Seals | 80 | 27 | 11 | 42 | 250 | 278 | −28 | 65  |

#### Norris Division
| Nr | Lag                 | S  | V  | O  | F  | GM  | IM  | MS   | P   |
| -- | ------------------- | -- | -- | -- | -- | --- | --- | ---- | --- |
| 1  | Montreal Canadiens  | 80 | 58 | 11 | 11 | 337 | 174 | +163 | 127 |
| 2  | Los Angeles Kings   | 80 | 38 | 9  | 33 | 263 | 265 | −2   | 85  |
| 3  | Pittsburgh Penguins | 80 | 35 | 12 | 33 | 339 | 303 | +36  | 82  |
| 4  | Detroit Red Wings   | 80 | 26 | 10 | 44 | 226 | 300 | −74  | 62  |
| 5  | Washington Capitals | 80 | 11 | 10 | 59 | 224 | 394 | −170 | 32  |

### Clarence Campbell Conference

#### Patrick Division
| Nr | Lag                 | S  | V  | O  | F  | GM  | IM  | MS   | P   |
| -- | ------------------- | -- | -- | -- | -- | --- | --- | ---- | --- |
| 1  | New York Islanders  | 80 | 51 | 16 | 13 | 348 | 209 | +139 | 118 |
| 2  | Philadelphia Flyers | 80 | 42 | 17 | 21 | 297 | 190 | +107 | 101 |
| 3  | Atlanta Flames      | 80 | 35 | 12 | 33 | 262 | 237 | +25  | 82  |
| 4  | New York Rangers    | 80 | 29 | 9  | 42 | 262 | 333 | −71  | 67  |

#### Smythe Division
| Nr | Lag                   | S  | V  | O  | F  | GM  | IM  | MS   | P  |
| -- | --------------------- | -- | -- | -- | -- | --- | --- | ---- | -- |
| 1  | Chicago Black Hawks   | 80 | 32 | 18 | 30 | 254 | 261 | −7   | 82 |
| 2  | Vancouver Canucks     | 80 | 33 | 15 | 32 | 271 | 272 | −1   | 81 |
| 3  | St. Louis Blues       | 80 | 29 | 14 | 37 | 249 | 290 | −41  | 72 |
| 4  | Minnesota North Stars | 80 | 20 | 7  | 53 | 195 | 303 | −108 | 47 |
| 5  | Kansas City Scouts    | 80 | 12 | 12 | 56 | 190 | 351 | −161 | 36 |

## Poängligan grundserien 1975/1976
Not: SP = Spelade matcher, M = Mål, A = Assists, Pts = Poäng
| Spelare           | Lag                 | SM | M  | A  | Pts |
| ----------------- | ------------------- | -- | -- | -- | --- |
| Guy Lafleur       | Montreal Canadiens  | 80 | 56 | 69 | 125 |
| Bobby Clarke      | Philadelphia Flyers | 76 | 30 | 89 | 119 |
| Gilbert Perreault | Buffalo Sabres      | 80 | 44 | 69 | 113 |
| Bill Barber       | Philadelphia Flyers | 80 | 50 | 62 | 112 |
| Pierre Larouche   | Pittsburgh Penguins | 76 | 53 | 58 | 111 |
| Jean Ratelle      | NY Rangers/Boston   | 80 | 36 | 69 | 105 |
| Pete Mahovlich    | Montreal Canadiens  | 80 | 34 | 71 | 105 |
| Jean Pronovost    | Pittsburgh Penguins | 80 | 52 | 52 | 104 |
| Darryl Sittler    | Toronto Maple Leafs | 79 | 41 | 59 | 100 |
| Syl Apps Jr       | Pittsburgh Penguins | 80 | 32 | 67 | 99  |

## Slutspelet 1976
12 lag gjorde upp om Stanley Cup-bucklan, åttondelsfinalerna avgjordes i bäst av 3 matcher medan resten av matchserierna avgjordes i bäst av sju matcher.
|  | Kvartsfinaler       | Kvartsfinaler       |                     |   | Semifinaler | Semifinaler |  |  | Final | Final |
|  |                     |                     |                     |   |             |             |  |  |       |       |
|  |                     |                     |                     |   |             |             |  |  |       |       |
|  |                     |                     |                     |   |             |             |  |  |       |       |
|  | Montreal Canadiens  | 4                   |                     |   |             |             |  |  |       |       |
|  | Montreal Canadiens  | 4                   |                     |   |             |             |  |  |       |       |
|  | Chicago Black Hawks | 0                   |                     |   |             |             |  |  |       |       |
|  | Chicago Black Hawks | 0                   | Montreal Canadiens  | 4 |             |             |  |  |       |       |
|  |                     |                     | Montreal Canadiens  | 4 |             |             |  |  |       |       |
|  |                     | New York Islanders  | 1                   |   |             |             |  |  |       |       |
|  | Buffalo Sabres      | New York Islanders  | 1                   | 2 |             |             |  |  |       |       |
|  | Buffalo Sabres      |                     |                     | 2 |             |             |  |  |       |       |
|  | New York Islanders  | 4                   |                     |   |             |             |  |  |       |       |
|  | New York Islanders  | 4                   | Montreal Canadiens  | 4 |             |             |  |  |       |       |
|  |                     |                     | Montreal Canadiens  | 4 |             |             |  |  |       |       |
|  |                     | Philadelphia Flyers | 0                   |   |             |             |  |  |       |       |
|  | Philadelphia Flyers | Philadelphia Flyers | 0                   | 4 |             |             |  |  |       |       |
|  | Philadelphia Flyers |                     |                     | 4 |             |             |  |  |       |       |
|  | Toronto Maple Leafs | 3                   |                     |   |             |             |  |  |       |       |
|  | Toronto Maple Leafs | 3                   | Philadelphia Flyers | 4 |             |             |  |  |       |       |
|  |                     |                     | Philadelphia Flyers | 4 |             |             |  |  |       |       |
|  |                     | Boston Bruins       | 1                   |   |             |             |  |  |       |       |
|  | Boston Bruins       | Boston Bruins       | 1                   | 4 |             |             |  |  |       |       |
|  | Boston Bruins       |                     |                     | 4 |             |             |  |  |       |       |
|  | Los Angeles Kings   | 3                   |                     |   |             |             |  |  |       |       |
|  | Los Angeles Kings   | 3                   |                     |   |             |             |  |  |       |       |

### Åttondelsfinal
Buffalo Sabres vs. St Louis Blues
Buffalo Sabres vann åttondelsfinalserien med 2-1 i matcher
New York Islanders vs. Vancouver Canucks
New York Islanders vann åttondelsfinalserien med 2-0 i matcher
Los Angeles Kings vs. Atlanta Flames
Los Angeles Kings vann åttondelsfinalserien med 2-0 i matcher
Toronto Maple Leafs vs. Pittsburgh Penguins
Toronto Maple Leafs vann åttondelsfinalserien med 2-1 i matcher

### Kvartsfinal
Montreal Canadiens vs. Chicago Black Hawks
Montreal Canadiens vann kvartsfinalserien med 4-0 i matcher
Philadelphia Flyers vs. Toronto Maple Leafs
Philadelphia Flyers vann kvartsfinalserien med 4-3 i matcher
Boston Bruins vs. Los Angeles Kings
Boston Bruins vann kvartsfinalserien med 4-3 i matcher
Buffalo Sabres vs. New York Islanders
New York Islanders vann kvartsfinalserien med 4-2 i matcher

### Semifinal
Montreal Canadiens vs. New York Islanders
Montreal Canadiens vann semifinalserien med 4-1 i matcher
Philadelphia Flyers vs. Boston Bruins
Philadelphia Flyers vann semifinalserien med 4-1 i matcher

## Stanley Cup-final
Montreal Canadiens vs. Philadelphia Flyers
Montreal Canadiens vann serien med 4-0 i matcher

## NHL awards
| 1975–76 NHL awards              | 1975–76 NHL awards                             |
| ------------------------------- | ---------------------------------------------- |
| Prince of Wales Trophy:         | Montreal Canadiens                             |
| Clarence S. Campbell Bowl:      | Philadelphia Flyers                            |
| Art Ross Memorial Trophy:       | Guy Lafleur, Montreal Canadiens                |
| Bill Masterton Memorial Trophy: | Rod Gilbert, New York Rangers                  |
| Calder Memorial Trophy:         | Bryan Trottier, New York Islanders             |
| Conn Smythe Trophy:             | Reggie Leach, Philadelphia Flyers              |
| Hart Memorial Trophy:           | Bobby Clarke, Philadelphia Flyers              |
| Jack Adams Award:               | Don Cherry, Boston Bruins                      |
| James Norris Memorial Trophy:   | Denis Potvin, New York Islanders               |
| Lady Byng Memorial Trophy:      | Jean Ratelle, New York Rangers/Boston Bruins   |
| Lester B. Pearson Award:        | Guy Lafleur, Montreal Canadiens                |
| NHL Plus/Minus Award:           | Bobby Clarke, Philadelphia Flyers              |
| Vezina Trophy:                  | Ken Dryden, Montreal Canadiens                 |
| Lester Patrick Trophy:          | Stan Mikita, George A. Leader, Bruce A. Norris |

## All-Star
| Första laget                      | Position | Andra laget                        |
| --------------------------------- | -------- | ---------------------------------- |
| Ken Dryden, Montreal Canadiens    | M        | Glenn Resch, New York Islanders    |
| Denis Potvin, New York Islanders  | B        | Börje Salming, Toronto Maple Leafs |
| Brad Park, Boston Bruins          | B        | Guy Lapointe, Montreal Canadiens   |
| Bobby Clarke, Philadelphia Flyers | C        | Gilbert Perreault, Buffalo Sabres  |
| Guy Lafleur, Montreal Canadiens   | HF       | Reggie Leach, Philadelphia Flyers  |
| Bill Barber, Philadelphia Flyers  | VF       | Rick Martin, Buffalo Sabres        |